# Thomas Henrik Möller

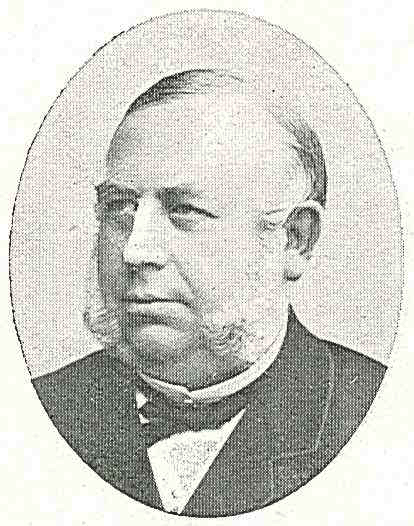
Borgmästare Thomas Henrik Möller.

Thomas Henrik Möller, född 1832 i Önnarp, död 1900, var en svensk jurist och ämbetsman. Han var borgmästare i Lunds stad 1890-1900.
Möller var son till häradsskrivaren Olof Casten Möller och Anna Rebecka Bergman. Efter avlagd studentexamen 1849 blev Möller student vid Lunds universitet, där han 1854 avlade juristexamen. Han utnämndes 1859 till vice häradshövding och blev fem år senare stadsnotarie och notarius publicus i Lund. Ytterligare två år senare, 1866, blev han rådman.
Sedan Lunds borgmästare Eskilander Thomasson år 1886 utsetts till justitieombudsman blev Möller tillförordnad att upprätthålla dennes befattning i Lund, och sedan Thomasson blivit justitieråd utsågs Möller 1890 till dennes ordinarie efterträdare. Han avled ogift på denna post tio år senare. 